# Copa de les Estrelles de Qatar
La Copa de les Estrelles de Qatar (Qatar Stars Cup) és una competició futbolística per eliminatòries de Qatar. La disputen els clubs de primera divisió cada temporada. És organitzada per l'Associació de Futbol de Qatar.

## Historial
Font:
- 2009-10: Al-Gharafa SC 5-0 Al Ahli SC
- 2010-11: Al-Sadd SC 1-0 Umm Salal SC
- 2011-12: Al-Wakrah SC 0-0 (10-9 pen.) Al-Kharitiyath SC
- 2012-13: El Jaish 2-0 Al-Arabi
- 2013-14: Qatar SC 3-2 Al-Sadd SC
- 2014-2017: No es disputà.
- 2017-18: Al-Gharafa SC 3-2 Al-Rayyan SC
- 2018-19: Al-Gharafa SC 1-0 Al-Duhail SC
- 2019-20: Al-Sadd SC 4-0 Al-Arabi.[4]
- 2020-21: Al-Sailiya SC 2-0 Al-Rayyan SC